# Saint-Claude-de-Diray
Saint-Claude-de-Diray település Franciaországban, Loir-et-Cher megyében. Lakosainak száma 1772 fő (2022. január 1.). Saint-Claude-de-Diray Menars, Cour-sur-Loire, Huisseau-sur-Cosson, Montlivault, Saint-Denis-sur-Loire és Vineuil községekkel határos.

## Népesség
A település népessége az elmúlt években az alábbi módon változott:
| Lakosok száma | 976  | 1251 | 1435 | 1653 | 1719 | 1762 | 1783 | 1781 | 1789 | 1772 |
|               | 1968 | 1982 | 1990 | 2006 | 2013 | 2015 | 2017 | 2019 | 2020 | 2022 |